# Fascellina aua
Fascellina aua là một loài bướm đêm trong họ Geometridae.